# Arxidiòcesi de Tibúrnia
La diòcesi de Tibúrnia (en llatí: Dioecesis Tiburniensis) és una seu suprimida i actualment seu titular de l'Església catòlica.

## Història
Tibúrnia, prop de la vila de Sankt Peter im Holz (municipi de Lendorf im Drautal) a Àustria, és una antiga seu arquebisbal de la província romana del Nòrica Mediterrània.
Després de la reforma administrativa introduït per l'emperador Dioclecià a partir de segle iii, Tibúrnia va esdevenir la capital de la nova província de Nòrica Mediterrània; en virtut d'això, l'Església local adquirí el rang d'arxidiòcesi.
El primer bisbe conegut de Tiburnia és Paulí, esmentat en la vida de Sant Severí, escrita pel seu deixeble Eugip; D'acord amb aquest vida el sant hauria predit l'episcopat al sacerdot Paulí. Durant un segle no es coneixen els bisbes; a la carta enviada a l'emperador Flavi Tiberi Maurici pels bisbes reunits a Aquileia en 591, també es parla del bisbe de l' ecclesia Tiburniensis, qui va viure en l'època de l'emperador Justinià I, de qui, però, no s'esmenta el nom. Finalment, un tercer bisbe de Tibúrnia, Leonià, apareix entre les signatures dels actes del Sínode de Grado, celebrada per patriarca Elies en 579.
El 1984 van sortir a la llum les restes de la probable església catedral de la diòcesi. Construïda a principis del segle v, al segle següent, després d'un incendi devastador, la basílica va ser reconstruïda en l'estil basilical amb tres naus i tres absis.
Tiburnia sobreviu avui com diòcesi titular; l'actual arquebisbe és Víctor Manuel Fernández, rector de la Pontifícia Universitat Catòlica Argentina.

## Cronologia d'arquebisbes
- Paulí † (elegit el 482 - ?)
- Anònim † (circa 536/565)
- Lleonià † (mencionat el 579)

## Cronologia d'arquebisbes titulars
- Emilio Benavent Escuín † (26 d'agost de 1968 - 3 de febrer de 1974 nomenat arquebisbe de Granada)
- Donato Squicciarini † (31 d'agost de 1978 - 5 de març de 2006)
- Víctor René Rodríguez Gómez (13 de maig de 2006 - 25 d'octubre de 2012 nomenat bisbe de Valle de Chalco)[1]
- Víctor Manuel Fernández, des del 13 de maig de 2013